# 岩富藩
岩富藩（いわとみはん）は、下総国印旛郡の岩富城（現在の千葉県佐倉市岩富町付近）を居城として、徳川家康の関東入国から江戸時代初期まで存在した藩。小田原北条氏一族（玉縄北条氏）の北条氏勝が1万石を与えられて成立したが、1613年に氏重が転出し廃藩となった。

## 歴史
岩富は元は「弥富」と呼ばれ、千葉氏の家老原氏の勢力圏であった。原氏は本拠地を生実城（小弓城）に置き、里見氏の圧迫により臼井城に移ったが、その後も生実城は対里見氏戦の前線基地であった。生実と臼井のほぼ中間に位置した岩富（弥富）は中継基地として重要な存在であり、原氏の一族である弥富原氏が居城としていた。
藩主となった北条氏勝は、戦国大名小田原北条氏の一族である。氏勝の祖父は「地黄八幡」として知られる勇将・北条綱成で、代々相模国玉縄城主を務め、一門として重きをなした。氏勝は、天正18年（1590年）の小田原征伐の際に山中城の守将の一人として派遣されたが、3月29日の山中城落城後に居城の玉縄城に撤収して蟄居した。この行動は、小田原城に籠城する北条氏政らの疑心を招いたとされ、憤激した氏勝は玉縄城で籠城して抗戦の構えを見せた。徳川家康は、本多忠勝・榊原康政・井伊直政らを派遣して氏勝に降伏するよう説得を試み、氏勝は4月28日、徳川家康に降伏した。氏勝は家康の麾下に属し、浅野長政・木村重茲（重高）・本多忠勝勢を先導し、依然として抗戦を続ける関東諸城の平定に協力した。
『寛政重修諸家譜』（以下『寛政譜』）によれば、天正18年（1590年）の家康の関東入国に際し、氏勝は下総国岩富に1万石を与えられるとともに、譜代の列に加えられた。ここに岩富藩が立藩したと見なされる。天正19年（1591年）の検地帳が残されており、房総において太閤検地を最も早く行った史料となっている。その後、氏勝は実子の北条氏明に家督を譲ったと見られるが、慶長元年（1596年）頃に氏明は没し、氏勝が当主に復帰したようである。
慶長5年（1600年）の関ヶ原の戦いに際して、氏勝は三河国岡崎城を田中吉政から受け取って在番し、次いで尾張国犬山城を守備する功を挙げた。関ヶ原の戦いのあと2年間は丹波亀山城で城番を務め、その後も松平忠頼とともに岡崎・犬山・丹波亀山の城番を務めたという。ただし、関ヶ原の戦い頃から氏勝は体調を崩したともされ、養嗣子（実弟）の北条繁広が代理を務めたともいう。慶長16年（1611年）3月に氏勝は岩富において死去した。
氏勝の跡を継いだのは、慶長16年（1611年）に氏勝の養嗣子となった北条氏重であった。氏重は保科正直の四男で、母は多劫姫（徳川家康の異父妹）であり、すなわち氏重は家康の甥にあたる。氏重は慶長18年（1613年）冬、下野富田藩に移封となったため、岩富藩は廃藩となった。

## 歴代藩主
北条家
譜代。1万石。
1. 北条氏勝（うじかつ）
2. 北条氏重（うじしげ）

## 領地

### 城と城下町

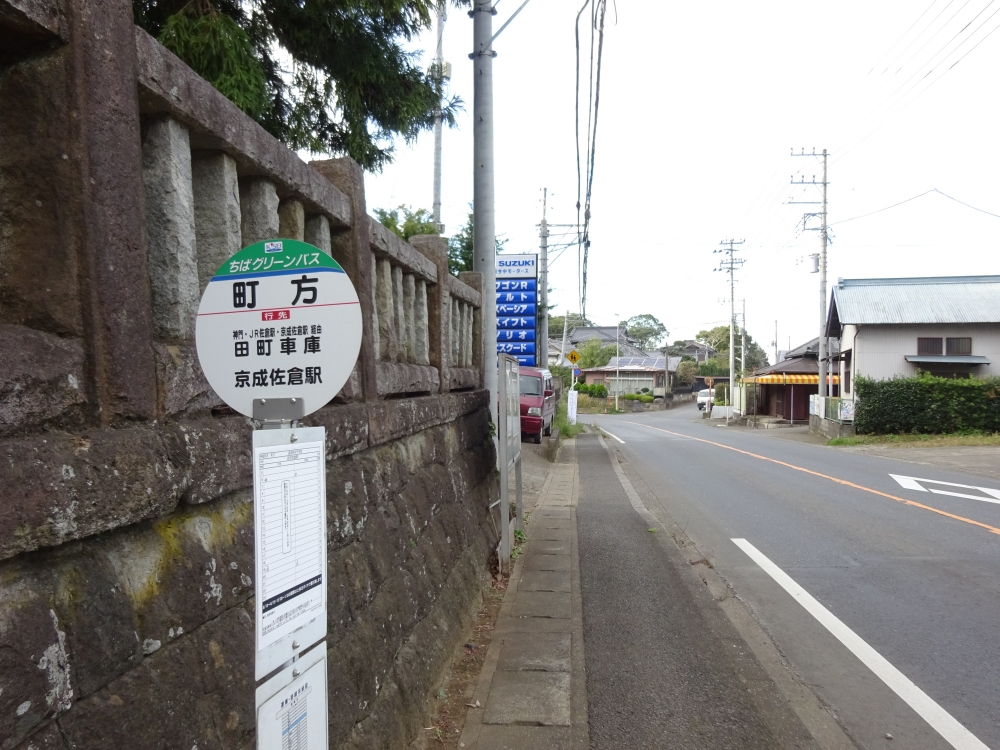
旧岩富城下（岩富町）には「町方」というバス停がある。

現代の岩富城付近には「岩富」と「岩富町」という大字があるが、これは近世の岩富村・岩富町に由来する。中世以来の岩富城の城下町が「岩富村」から区別されて「岩富町」となったとされ、岩富町は江戸時代に在郷町として栄えた。岩富藩廃藩後、岩富村・岩富町はおおむね佐倉藩領とされ、幕末・明治維新期を迎えている。
岩富町字本宿の八幡神社は、慶長14年（1609年）に北条氏勝が鎌倉・鶴岡八幡宮の神鏡を模鋳した鏡を祀ったのが始まりと伝えられる。
なお、岩富村・岩富町を含む諸村は、明治期の町村制施行に際して「弥富村」を編成した。村名として「弥富」が採用されたのは、この地域一帯が弥富郷に属していたと伝えられていたことによる。弥富村の村役場は大字岩富町に置かれた。1954年（昭和29年）の昭和の大合併に伴い、弥富村は佐倉市に編入された。

## 備考
- 氏勝は直弥村（現在の佐倉市直弥）の宝金剛寺（真言宗豊山派）を再建したほか[15]さまざまな寄進を行っており[16][2][注釈 7]、宝金剛寺に葬られたと伝えられる[16][2][18][注釈 8]。氏勝が宝金剛寺に寄進した袈裟や椀などは「岩富城主北条氏勝寄進資料」として佐倉市の有形文化財に指定されている[20]。